# Pueblo de Los Angeles

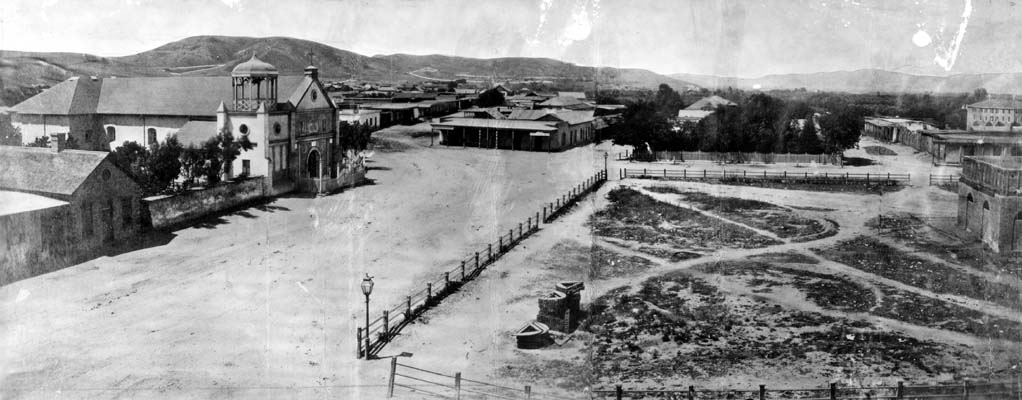
La Plaza, à gauche l'église de nuestra señora reina de los Angeles. Sur la droite le terminal du Zanja Madre (fossé creusé pour l'arrivée d'eau).

El Pueblo de Nuestra Señora la Reina de los Ángeles en français : « Le village de Notre Dame la Reine des Anges » est un village de type espagnol fondé en 1781, qui devient au cours du XXe siècle la métropole américaine de Los Angeles.
Le Pueblo de Los Angeles a été la deuxième ville créée lors de la colonisation espagnole de l'Alta California partie du territoire de Las Californias.
Le village porte le nom d'El Pueblo de Nuestra Señora la Reina de Los Ángeles del Río de Porciúncula, c'est-à-dire « le village de Notre-Dame la Reine des Anges à la Porciuncula ». Il est fondé douze ans après le premier presidio espagnol, le Presidio de San Diego et la mission, celle de San Diego de Alcalá mise en place en 1769. La colonie originale se compose de onze familles recrutées principalement dans l'État de Sonora y Sinaloa au Mexique. Comme les nouveaux colons arrivent et que les soldats des présidios alentour prennent leur retraite civile à Los Angeles, la ville devient le principal centre urbain du sud de la Haute-Californie, dont la vie économique et sociale tourne autour de l'élevage du bétail et les ranchs qui leur sont consacrés.

## Fondation
En 1542, João Rodrigues Cabrilho, est commissionné par le vice-roi Antonio de Mendoza ; il est le premier Européen à naviguer le long de la côte californienne et à l'explorer. Bien qu'il ait affirmé que tout ce qu'il voyait était le territoire de l'empire espagnol, aucun effort de colonisation n'a été fait depuis plus de deux cents ans. Préoccupée par les efforts de colonisation par les Russes et les Français, l'Espagne met en œuvre des plans, au cours des années 1760, pour établir une présence et défendre sa revendication sur le territoire.
La colonie espagnole n'atteint pas la Haute-Californie avant 1769, lorsque l'explorateur Gaspar de Portolà atteint la région de San Diego par la première voie terrestre à partir de Mexico. Il est accompagné de deux Padres franciscains, Junípero Serra et Juan Crespí (en), qui décrivent l'expédition. Alors qu'ils arrivent par le biais de l'actuel Elysian Park, ils sont impressionnés par une rivière qui coule du nord-ouest, au-delà de leur position, en direction du sud.
Crespí nomme la rivière en espagnol : El Río de Nuestra Señora la Reina de los Ángeles de Porciúncula, c'est-à-dire la rivière de Notre-Dame Reine des Anges de la Porciúncula. Le nom fait référence à la basilique Sainte-Marie-des-Anges d'Assise, en italien : Basilica di Santa Maria degli Angeli et en espagnol : Basílica de Santa María de los Ángeles : il s'agit de l'église de la ville d'Assise en Italie, dans laquelle se trouve la Porciúncula, l'église où saint François d'Assise, fondateur de l'ordre des franciscains, a effectué sa vie religieuse. La rivière appelée le Porciúncula est devenue de nos jours Los Angeles River.
Comme le nom de la future ville est pris en référence à la reine des cieux, le titre de Marie, la variation trouvée dans la formule de Crespí, serait utilisé pour la ville, y compris le très long, en espagnol : El Pueblo de Nuestra Señora Reina de los Ángeles sobre el Porciúncula Río (Le village de Notre-Dame la Reine des Anges sur la rivière de Portioncule).
Pendant l'expédition, le père Crespí remarque un emplacement, le long de la rivière, qui serait bon pour l'implantation d'une colonie ou d'une mission. Cependant en 1771, le Père Serra ordonne, à la place, aux deux missionnaires, d'établir la Mission de l'archange Gabriel (en) près de l'actuelle Whittier Narrows (en), une section de la San Gabriel.
Les missionnaires se heurtent à la résistance des Tongvas dans leur tentative de regrouper les populations indigènes. La mission se heurte à de nouveaux troubles, en 1776, quand une inondation endommage la mission, obligeant les missionnaires à se déplacer et la reconstruire sur un emplacement plus élevé et plus défendable, à l'emplacement du site San Gabriel actuel. Le premier gouverneur espagnol de Las Californies, Felipe de Neve (en) avait, ainsi, recommandé au vice-roi Antonio María de Bucareli y Ursúa, l'emplacement du père Crespí sur le rio Porciúncula (l'actuelle Los Angeles River) pour y implanter une mission. Au lieu de cela, en 1781, le roi Charles III d'Espagne ordonne, à la place, que le pueblo soit construit sur le site, ce qui en ferait la deuxième ville de Haute-Californie, après San José de Guadalupe en 1777. Le monarque, sans tenir compte des rôles de production et du commerce des missions, voit un plus grand besoin de pueblos laïcs pour établir des centres agricoles et de commerce afin de fournir les besoins croissants de la présence militaire de la couronne à la "Nueva California". Les prêtres des missions ignorent le mandat royal et poursuivent leur élevage, le commerce et la production de suif, de savon, de peaux et de viande bovine, souvent en concurrence avec les entreprises des nouveaux pueblos.

### Règlement

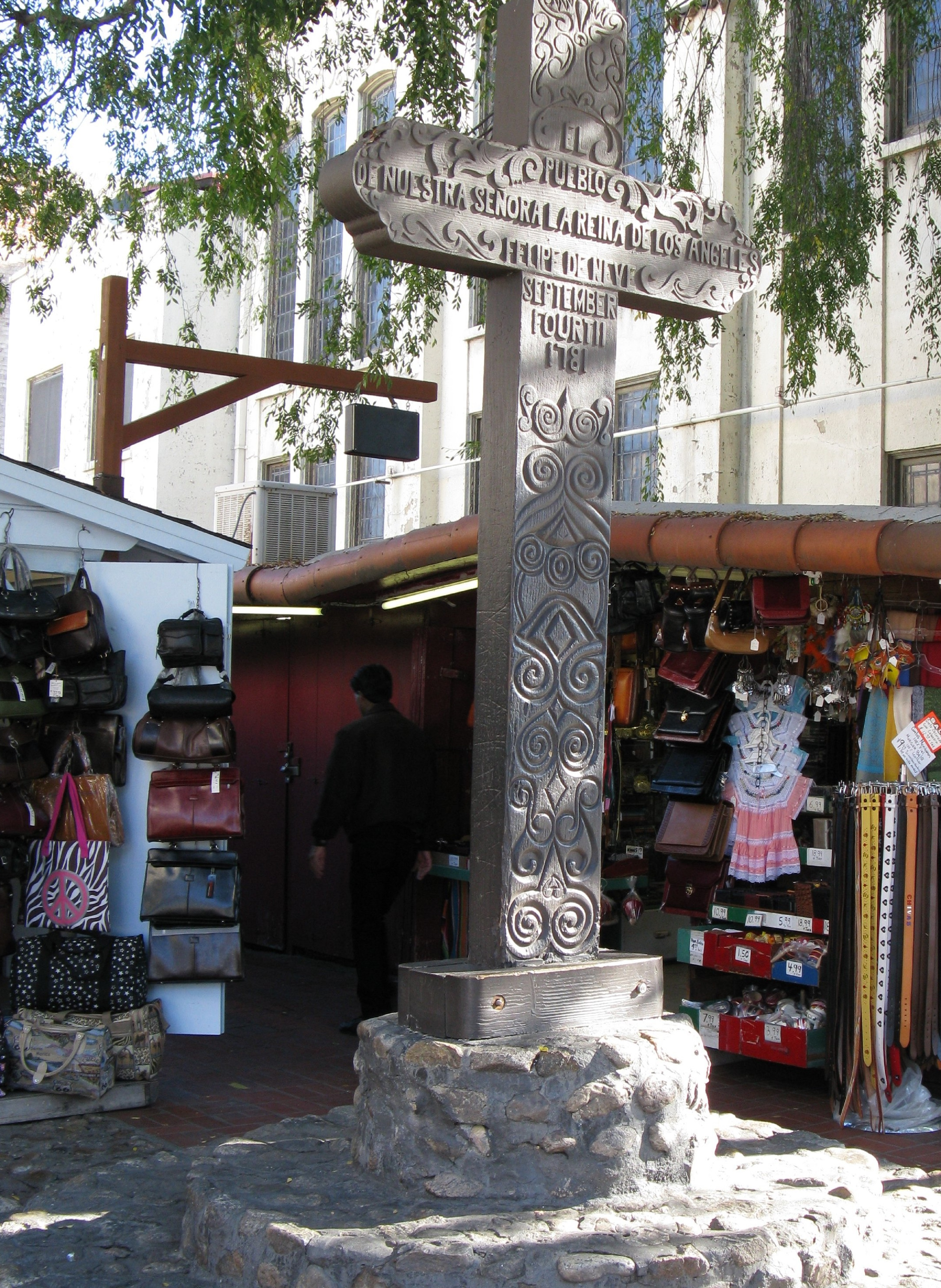
Monument commémorant la fondation de Los Angeles.

Le gouverneur de Neve prend sa mission très au sérieux : en mai 1780, il a un jeu complet de cartes et de plans établis pour la mise en place et le règlement du nouveau village, y compris la mise en place de maisons du gouvernement, mairie, église, champs, fermes et l'accès à la rivière. Il est admis qu'il s'agit de la première fois qu'une ville ait été planifiée avant même l'arrivée des colons. Mais trouver des pobladores, c'est-à-dire des colons, s'avère un peu plus difficile. Après avoir échoué à recruter le nombre de familles prévues à Sonora, il doit aller plus loin, à Sinaloa pour finalement trouver 11 familles, soit 11 hommes, 11 femmes et 22 enfants de différentes castes espagnole-américaine (en) telles que des Créoles, des Mulâtres et Noirs.
Comme le dit la rumeur locale, le 4 septembre 1781, les 44 colons se réunissent à la mission San Gabriel et, escortés par un détachement militaire et deux prêtres de la Mission, partent pour le site choisi par Crespí. En réalité, plusieurs de ces familles ont déjà probablement travaillé sur leurs lopins de terre, dès la fin juillet. En effet, les familles sont arrivées à la mission San Gabriel en deux groupes. Le premier au début de juin et le second à la mi-août. Le deuxième groupe a dû être mis en quarantaine pendant quelques jours en raison d'une épidémie de variole dans le groupe.
Le gouverneur de Neve donne à la nouvelle ville le nom de El Pueblo de la Reina de los Ángeles : le village de la Reine des Anges. Selon les lois des Indes et le règlement des villes nouvelles de la Haute-Californie, il doit mesurer quatre lieues carrées de terre, une distance marquée par une lieue dans chaque direction cardinale à partir du centre-ville. Les rues, s'étendent à quarante-cinq degrés par rapport aux points cardinaux, selon un plan qui est encore conservé dans le centre du Downtown Los Angeles. Les limites de la vieille ville sont encore marquées par les rues Hoover et Indiana, respectivement, à l'ouest et l'est. En 1784, un asistencia (ou sous-mission) de la Mission de San Gabriel est établi sur la Plaza centrale, pour fournir des services religieux aux colons.

### Gouvernement
Le pueblo est placé sous la juridiction de la commandance générale des provinces internes du Nord  de la vice-royauté de la Nouvelle Espagne. Comme un pueblo, Los Angeles obtient un cabildo (conseil d'administration coloniale). Les premiers officiers municipaux, les regidores (membres du conseil) et l'alcade (magistrat municipal) sont nommés par le gouverneur de Neve. Les suivants sont élus annuellement par les colons, les pobladores vecinos (villageois résidents). Depuis que le gouvernement de Las Californias a une forte orientation militaire dans cette phase précoce de la colonisation, le cabildo civil est à l'origine supervisé par un Comisionado (commissaire) nommé par le commandant du Presidio de Santa Barbara qui est chargé de faire en sorte que l'alcade et les regidores s'acquittent correctement de leurs tâches. Le premier alcade enregistré est José Vanegas, qui sert de 1786 et 1796. Vanegas a d'abord été répertorié comme étant un Indien dans le registre original de 1781 (padrón) puis comme étant métis dans le recensement de 1790. Les prochains alcaldes reflètent la population mixte de la petite colonie : José Sinova, est créole (1789), Mariano de la Luz Verdugo, un créole (1790) et Juan Francisco Reyes, un mulâtre (1793). Parmi les premiers regidores, il y a Felipe Santiago García (créole) et Manuel Camero (un mulâtre dans le registre de 1781 et un métisse selon le recensement de 1790). Dans les affaires judiciaires, tant les affaires militaires que civiles sont portées devant la juridiction royale de Guadalajara (Mexique).

### Église de Nuestra Señora la Reina de los Angeles
Le 18 août 1814, Fray Luis Gil y Taboada place la première pierre angulaire d'une nouvelle église franciscaine, au milieu des ruines de l'assistencia d'origine. La structure complète est consacrée le 8 décembre 1822. Une chapelle de remplacement, du nom de La Iglesia de Nuestra Señora de los Angeles est reconstruite en utilisant des matériaux de l'église d'origine, en 1861. Le terme Reina (la reine) a été ajouté plus tard pour concilier le nom de l'église avec celui de la ville. La petite chapelle, appelée aussi La Placita et l'église Plaza, servent l'ensemble de la Californie et la communauté catholique romaine des immigrants en tant que seule église dans le voisinage de la ville de Los Angeles, jusqu'à la construction en 1876 de la cathédrale de Saint Vibiana. Cette cathédrale devient la paroisse anglophone et La Placita devient la paroisse de langue espagnole.
L'église Plaza est encore debout de nos jours, présentant une architecture coloniale espagnole et un style de charpentes gothiques. 
La paroisse de Los Angeles dépendait du diocèse de Sonora jusqu'en 1840, quand le nouveau diocèse des deux Californies est créé pour servir les péninsules de la Basse-Californie et Alta California. Les deux diocèses de la Sonara et des deux Californies étaient rattachés à l'archidiocèse de Mexico.

## Indépendance mexicaine
Après la guerre d'indépendance du Mexique (1810-1821), emportée sur l'Espagne, la vie commence à changer à Los Angeles et en Haute-Californie. Avec la sécularisation des missions, les terres espagnoles sont distribuées pour l'établissement de nombreux ranch. La population d'origine est déplacée ou absorbée au sein de la population hispanique. À partir de 1827, Los Angeles, à ce jour le plus grand pueblo du territoire, est devenu le concurrent de Monterey pour l'honneur d'être désigné capitale de la Californie. C'est le siège des complots pour renverser l'autorité mexicaine et le bastion du parti de la Californie du Sud, querelles et luttes qui vont durer jusqu'à l'occupation américaine.
Vers 1834, Richard Henry Dana, Jr. se rend dans le San Pedro en tant que marin. Son livre, Deux années sur le gaillard d'avant, comprend une brève description du pueblo et de la région, alors dépendante de l'exportation de peaux de bétail et du suif.
En 1835, le pueblo est fait ville par le Congrès de l'Union et déclaré capitale, mais cette dernière disposition n'est pas appliquée et est rapidement révoquée. En 1836-1838, Los Angeles est le siège de Carlos Antonio Carrillo, légalement nommé mais il ne sera jamais, de facto, gouverneur de la Californie, dont la compétence n'a jamais été reconnue dans le nord. En 1845-1847, Los Angeles devient la réelle capitale.
En 1842, un éleveur de moutons, s'arrêtant sous un chêne, découvre de l'or à Placerita Canyon (Rancho San Francisco), juste au nord de la ville suscitant une mini ruée vers l'or. Au cours des décennies suivantes, les mines locales se mettent au forage souterrain et aux techniques d'orpaillage. Les terres s'avèrent être l'or le plus rentable tel que l'élevage et le développement augmente au même titre que la ville et la région s'étendent.

## Guerre américano-mexicaine
La destinée manifeste pour la Californie intervient durant la guerre d'indépendance du Mexique (1810-1821). Le 18 juin 1846, un petit groupe de Yankees élève le drapeau de la Californie et déclare l'indépendance du Mexique dans la république de Californie. Les troupes des États-Unis prennent alors le contrôle des Présidios de Monterey et San Francisco et proclament la conquête d'invasion complète. En Californie du Sud, les citoyens mexicains repoussent les troupes américaines pendant cinq mois, utilisant environ 160 Vaqueros contre environ 700 militaires des forces américaines.
Los Angeles s'est initialement rendu à la suite de l'invasion surprise par les forces des États-Unis. Les petites forces mexicaines de Los Angeles s'enfuient et le 13 août 1846, le drapeau américain dressé sur la ville. Le contrôle de la ville est assuré par une garnison de cinquante Marines américains sous le commandement d'Archibald H. Gillespie. La population de la ville était déchirée par des querelles entre factions quand la guerre entre le Mexique et les États-Unis démarre, mais l'occupation incite les deux factions à s'unir contre l'invasion américaine.
La garnison de Gillespie est contrainte de se retirer, en octobre, quand les habitants, les lanciers Californios, les Vaqueros à cheval, sans armes à feu, munis de lances, se révoltent et repoussent les forces des États-Unis jusqu'à San Pedro. Los Angeles n'est pas repris avant que le Commodore Stockton ne capture à nouveau la ville le 10 janvier 1847, après le siège de Los Angeles, la bataille de Dominguez Rancho, la bataille de San Pasqual, celle du Rio San Gabriel (en) et la bataille de La Mesa. Ces batailles, durant lesquelles les Californios étaient en infériorité numérique et désarmés, représentaient la résistance évidente contre l'établissement du régime américain dans le bassin de Los Angeles. En janvier 1847, le lieutenant-colonel John Charles Frémont, un marchand d'esclaves et le gouverneur de la Haute-Californie, Andrés Pico signent le traité de Cahuenga, un accord informel de cessez-le-feu (Campo de Cahuenga (en), actuel North Hollywood) dans la vallée de San Fernando. Par le traité de Guadalupe Hidalgo, en 1848, le Mexique cède formellement aux États-Unis, pratiquement la moitié de son territoire national, y compris la Haute-Californie.

## Structure de l'État
Localisée sur les plaines côtières qui entourent le fleuve de Los Angeles, la ville devient un centre d'élevage de bétail, qui s'étend pendant la ruée vers l'or de la Californie. Elle est le centre des ranchs de la Haute-Californie et des régions alentour, permettant aux expéditions de partir de la baie de San Pedro. Vers la fin du XIXe siècle, le développement de Los Angeles pousse le quartier des affaires et le centre culturel de la ville au sud, actuellement Downtown Los Angeles, provoquant le déclin du quartier Pueblo. 
Vers 1900, c'était un quartier moins favorisée, comprenant le quartier de Chinatown et d'autres ghettos ethniques ainsi que les nouveaux chemins de fer, en ruine, des zones industrielles adjacentes.
Une promenade en voiture restaurées des années 1920, conduit Christine Sterling à ranimer la zone historique, commençant par la rue Olvera. De nos jours, le plan original du Pueblo est préservé par le monument historique El Pueblo de Los Angeles. Parmi les bâtiments sauvés et restaurés, le plus ancien, une résidence de standing de Los Angeles, construite en 1818 Avila Adobe par Francisco Avila, propriétaire du ranch Las Cienegas et d'une entreprise de bétail florissante. De l'autre côté de la Rue Olvera se trouve la Maison de Eloisa Martinez de Sepulveda (1887) qui est actuellement le lieu d'accueil des visiteurs du quartier historique de la Place de Los Angeles. La construction, en 1939, de l'important centre de transit, point de repère architectural, la gare de Los Angeles à l'est de la vieille Place, redonne de la vigueur au quartier du Pueblo.
Parmi les points d'intérêts archéologiques, il y a la découverte de parties du Zanja Madre (en) (Le fossé mère) en briques originales alignées, qui était un canal, de surface ou souterrain, par gravité ainsi qu'un aqueduc, qui conduisait l'eau du Río de Nuestra Señora la Reina de Los Ángeles de Porciúncula au point de confluence de l'Arroyo Seco (en), au pueblo colonial et plus tard, vers la fin du XIXe siècle, à la ville. 